# Stéphane Nater
Stéphane Houcine Nater (Troyes, 20 gennaio 1984) è un ex calciatore tunisino, di ruolo centrocampista.

## Carriera
Fa il suo esordio in massima serie svizzera con la maglia del Servette durante la partita del 17 luglio 2011 contro il Thun (sconfitta in casa per 2-1). Segna il suo primo gol in Super League il 24 agosto 2011 contro il Grasshopper.

## Palmarès

### Club

#### Competizioni nazionali
- Coppa del Liechtenstein: 1

Vaduz: 2002-2003
- Challenge League: 1

Vaduz: 2002-2003